# A Dexter laboratóriuma epizódjainak listája
Ez a lista a Dexter laboratóriuma című sorozat epizódjainak felsorolását tartalmazza.

## Áttekintés
A sorozat összesen 4 évadból áll, ami 78 epizódot jelent. Minden epizód 3 (néha 2 vagy 1) rövidebb (kb. 8 perces) részt tartalmaz. Így összesen 222 részből áll a mese.

Megjegyzés: valójában csak 220 db egyedi részt jelent ez, mivel két részt ismételtek benne (A rivális, Anya film).
|  | Évad | Epizódok száma | Eredeti sugárzás | Premier           | Finálé               | DVD kiadásának dátuma                         |
|  | ---- | -------------- | ---------------- | ----------------- | -------------------- | --------------------------------------------- |
|  | 1    | 13             | 1996             | 1996. április 28. | 1997. január 3.      | 2008. február 19. (angol)                     |
|  | 2    | 39             | 1997             | 1997. június 6.   | 1998. június 11.     | 2008. június 11. / 2009 második félév (angol) |
|  | 3    | 13             | 2001             | 2001 november 16. | 2002. szeptember 20. |                                               |
|  | 4    | 13             | 2002             | 2002 november 22. | 2003. november 20.   |                                               |

## Epizódlista

### Első évad: 1996-1997
|  | Évad | Epizód | Rész | Magyar cím             | Angol cím                      |
|  | ---- | ------ | ---- | ---------------------- | ------------------------------ |
|  | 1    | 1      | a    | Az időgép titka        | Dee Deemensional               |
|  | 1    | 1      | b    |                        | Magmanamus                     |
|  | 1    | 1      | c    | Anyák viadala          | Maternal Combat                |
|  | 1    | 2      | a    | Dexter a kidobójátékos | Dexter Dodgeball               |
|  | 1    | 2      | b    |                        | Rasslor Macho Man Randy Savage |
|  | 1    | 2      | c    | Dexter asszisztense    | Dexter's Assistant             |
|  | 1    | 3      | a    | A rivális              | Dexter's Rival                 |
|  | 1    | 3      | b    |                        | Simion                         |
|  | 1    | 3      | c    | Az öreg Dexter         | Old Man Dexter                 |
|  | 1    | 4      | a    | Bajra baj              | Double Trouble                 |
|  | 1    | 4      | b    |                        | Barbequor                      |
|  | 1    | 4      | c    | Változások             | Changes                        |
|  | 1    | 5      | a    | Jurassic puli          | Jurassic Pooch                 |
|  | 1    | 5      | b    |                        | Orgon Grindor                  |
|  | 1    | 5      | c    | Idétlen Dexter         | Dimwit Dexter                  |
|  | 1    | 6      | a    | DeeDee szobája         | Dee Dee's Room                 |
|  | 1    | 6      | b    |                        | Huntor                         |
|  | 1    | 6      | c    | Csokoládés sütemény    | The Big Sister                 |
|  | 1    | 7      | a    | A haza szolgálatában   | Star Spangled Sidekicks        |
|  | 1    | 7      | b    |                        | TV Super Pals                  |
|  | 1    | 7      | c    | Vége a játéknak        | Game Over                      |
|  | 1    | 8      | a    | Babysitter blues       | Babysitter Blues               |
|  | 1    | 8      | b    |                        | Valhallen's Room               |
|  | 1    | 8      | c    | Álomgép                | Dream Machine                  |
|  | 1    | 9      | a    | Dráma a babaházban     | Dollhouse Drama                |
|  | 1    | 9      | b    |                        | Krunk's Date                   |
|  | 1    | 9      | c    | Sajtos omlett          | Omelette du fromage            |
|  | 1    | 10     | a    | Hogy kell DeeDeezni    | Way of the Dee Dee             |
|  | 1    | 10     | b    |                        | Say Uncle Sam                  |
|  | 1    | 10     | c    | A lányok törzse        | Tribe Called Girl              |
|  | 1    | 11     | a    | Nyalókaföld            | Spacecase                      |
|  | 1    | 11     | b    |                        | Ratman                         |
|  | 1    | 11     | c    | Hajsza a pénz után     | Dexter's Debt                  |
|  | 1    | 12     | a    | A rivális              | Dexter's Rival                 |
|  | 1    | 12     | b    |                        | Bee Where?                     |
|  | 1    | 12     | c    | A nagy párbaj          | Mandarker                      |
|  | 1    | 13     | a    | DeeDee repül           | Inflata Dee Dee                |
|  | 1    | 13     | b    |                        | Can't Nap                      |
|  | 1    | 13     | c    | Rémsztori              | Monstory                       |

### Második évad: 1997-1998
|  | Évad | Epizód | Rész | Magyar cím                          | Angol cím                           |
|  | ---- | ------ | ---- | ----------------------------------- | ----------------------------------- |
|  | 2    | 1      | a    | Szakállban az erő                   | Beard to Be Feared                  |
|  | 2    | 1      | b    | A kacsacsamadár                     | Quackor the Fowl                    |
|  | 2    | 1      | c    | Hangyópia                           | Ant Pants                           |
|  | 2    | 2      | a    | Mama és Jerry                       | Mom and Jerry                       |
|  | 2    | 2      | b    | Chubby csapda                       | Chubby Cheese                       |
|  | 2    | 2      | c    | Az eszement robot                   | That Crazy Robot                    |
|  | 2    | 3      | a    | D és DD                             | D & DD                              |
|  | 2    | 3      | b    | Csülökcsata                         | Hamhocks and Armlocks               |
|  | 2    | 4      | a    | Éhségsztrájk és éhségharc           | Hunger Strikes                      |
|  | 2    | 4      | b    | Koos veszte                         | The Koos is Loose                   |
|  | 2    | 4      | c    | Nyújtott reggel                     | Morning Stretch                     |
|  | 2    | 5      | a    | DeeDee fehérke                      | Dee Dee Locks and the Ness Monster  |
|  | 2    | 5      | b    | Antiautó                            | Backfire                            |
|  | 2    | 5      | c    | Könyv-vár                           | Book 'Em                            |
|  | 2    | 6      | a    | Tancevala repka sva                 | Sister's Got a Brand New Bag        |
|  | 2    | 6      | b    | Cipőtörpék                          | Shoo, Shoe Gnomes                   |
|  | 2    | 6      | c    | Hűtlen Dexter                       | Lab of the Lost                     |
|  | 2    | 7      | a    | Címkék                              | Labels                              |
|  | 2    | 7      | b    | Vetélkedő                           | Game Show                           |
|  | 2    | 7      | c    | Fantasztikus kutyazás               | Fantastic Boyage                    |
|  | 2    | 8      | a    | A fönti kanális                     | Filet of Soul                       |
|  | 2    | 8      | b    | Sas professzor                      | Golden Diskette                     |
|  | 2    | 9      | a    | Hógolyóharcos                       | Snowdown                            |
|  | 2    | 9      | b    | Dicsőséges banda                    | Figure Not Included                 |
|  | 2    | 9      | c    | Szappantartó derbi                  | Mock 5                              |
|  | 2    | 10     | a    | Jujj, de megnőtt                    | Ewww That's Growth                  |
|  | 2    | 10     | b    | Nukleáris zűrzavar                  | Nuclear Confusion                   |
|  | 2    | 10     | c    | Vírusháború                         | Germ Warfare                        |
|  | 2    | 11     | a    | Egy nehéz nap nappalja              | A Hard Day's Day                    |
|  | 2    | 11     | b    | Vadvezető                           | Road Rash                           |
|  | 2    | 11     | c    | Vízi viszály                        | Ocean Commotion                     |
|  | 2    | 12     | a    | Buszozás                            | The Bus Boy                         |
|  | 2    | 12     | b    | Éjszakai zenebonák                  | Things That Go Bonk in the Night    |
|  | 2    | 12     | c    | Old meg Dexter                      | Ol' McDexter                        |
|  | 2    | 13     | a    | Sassy gyere haza                    | Sassy Come Home                     |
|  | 2    | 13     | b    | Célfotó                             | Photo Finish                        |
|  | 2    | 14     | a    | Csillagvizsgálók találkozója        | Star Check Unconventional           |
|  | 2    | 14     | b    | Dexter piszkos                      | Dexter is Dirty                     |
|  | 2    | 14     | c    | Vérfagyasztó fagyi                  | Ice Cream Scream                    |
|  | 2    | 15     | a    | Becsület dekódex                    | Decode of Honor                     |
|  | 2    | 15     | b    | A világ legszuperebb anyja          | World's Greatest Mom                |
|  | 2    | 15     | c    | Ultrabuta 2000                      | Ultrajerk 2000                      |
|  | 2    | 16     | a    | Techno teknőc                       | Techno Turtle                       |
|  | 2    | 16     | b    | Meglepetés                          | Surprise!                           |
|  | 2    | 16     | c    | Fogd a kecskéd                      | Got Your Goat                       |
|  | 2    | 17     | a    | DeeDee dalol                        | Dee Dee Be Deep                     |
|  | 2    | 17     | b    | Ügyelet                             | 911                                 |
|  | 2    | 17     | c    | Őrült rosszkedv                     | Down in the Dumps                   |
|  | 2    | 18     | a    | Nemszerencse süti                   | Unfortunate Cookie                  |
|  | 2    | 18     | b    | Teasütemény láz                     | The Muffin King                     |
|  | 2    | 18     | a    | Iskolai fényképezés                 | Picture Day                         |
|  | 2    | 19     | b    | Na, ez aztán nyúlik                 | Now That's a Stretch                |
|  | 2    | 19     | c    | Dextert bezárják                    | Dexter Detention                    |
|  | 2    | 19     | a    | Ne légy gyerek                      | Don't Be a Baby                     |
|  | 2    | 20     | b    | Tárcsázz M-et, mint Majom - Petra   | Peltra                              |
|  | 2    | 20     | c    | Csaj osztag                         | G.I.R.L. Squad                      |
|  | 2    | 21     | a    | Mars játszani                       | Sports-a-Poppin'                    |
|  | 2    | 21     | b    | Koos a la goop a goop               | Koos a la Goop a Goop               |
|  | 2    | 21     | c    | DeeDee project                      | Project Dee Dee                     |
|  | 2    | 22     | a    | Kávéparádé                          | Topped Off                          |
|  | 2    | 22     | b    | DeeDee farka                        | Dee Dee's Tail                      |
|  | 2    | 22     | c    | Kalandos áramszünet                 | No Power Trip                       |
|  | 2    | 23     | a    | Nővér csak egy van                  | Sister Mom                          |
|  | 2    | 23     | b    | Bohócvéna                           | The Laughing                        |
|  | 2    | 24     | a    | Dexter labja egy mese               | Dexter's Lab: A Story               |
|  | 2    | 24     | b    | Nyerés őrület                       | Coupon for Craziness                |
|  | 2    | 24     | c    | Ideje vizezni                       | Better Off Wet                      |
|  | 2    | 25     | a    | Kritikus gázok                      | Critical Gas                        |
|  | 2    | 25     | b    | Mentsük meg a világot               | Let's Save the World You Jerk!      |
|  | 2    | 25     | c    | Átlagos                             | Average Joe                         |
|  | 2    | 26     | a    | Elnökharc                           | Rushmore Rumble                     |
|  | 2    | 26     | b    | A fiú és bogara                     | A Boy and His Bug                   |
|  | 2    | 26     | c    | Növényfelhajtás                     | You Vegetabelieve It!               |
|  | 2    | 27     | a    | Szem szem szemek                    | Aye Aye Eyes                        |
|  | 2    | 27     | b    | Ne nyomd meg DeeDee                 | Dee Dee and the Man                 |
|  | 2    | 28     | a    | Régi láng                           | Old Flame                           |
|  | 2    | 28     | b    | Ne légy hős                         | Don't Be a Hero                     |
|  | 2    | 28     | c    | Az én kedvenc marslakóm             | My Favorite Martian                 |
|  | 2    | 29     | a    | Újságháború                         | Paper Route Bout                    |
|  | 2    | 29     | b    | Szobacsere                          | The Old Switcharooms                |
|  | 2    | 29     | c    | Trükköt vagy trükk-házat            | Trick or Treehouse                  |
|  | 2    | 30     | a    | Csendlárma                          | Quiet Riot                          |
|  | 2    | 30     | b    | Utálom a fura kiejtést              | Accent You Hate                     |
|  | 2    | 30     | c    | Horgászok egy perce                 | Catch of the Day                    |
|  | 2    | 31     | a    | Apa zavart                          | Dad is Disturbed                    |
|  | 2    | 31     | b    | Bekeretezve                         | Framed                              |
|  | 2    | 31     | c    | Elektronika                         | That's Using Your Head              |
|  | 2    | 32     | a    | Félhomály                           | DiM                                 |
|  | 2    | 32     | b    | Csak egy ódivatú dal                | Just an Old Fashioned Lab Song...   |
|  | 2    | 32     | c    | Reparanoia                          | Repairanoid                         |
|  | 2    | 33     | a    | Visszafelé                          | Sdrawkcab                           |
|  | 2    | 33     | b    | Rajzolt bolondok folytatása         | The Continuum of Cartoon Fools      |
|  | 2    | 33     | c    | Nap, szörf és tudomány              | Sun, Surf, and Science              |
|  | 2    | 34     | a    | Óriásrobotok                        | Big Bots                            |
|  | 2    | 34     | b    | Űrlények uralják agyadat            | Gooey Aliens That Control Your Mind |
|  | 2    | 34     | c    | Ez egy rossz hely az űrben          | Misplaced in Space                  |
|  | 2    | 35     | a    | DeeDee riválisa                     | Dee Dee's Rival                     |
|  | 2    | 35     | b    | Psycho kefe                         | Pslightly Psycho                    |
|  | 2    | 35     | c    | Játék a játékért                    | Game for a Game                     |
|  | 2    | 36     | a    | Feketeláb és sárgahaj               | Blackfoot and Slim                  |
|  | 2    | 36     | b    | A bosszú csapdájában                | Trapped with a Vengeance            |
|  | 2    | 36     | c    | Papagáj kelepece                    | The Parrot Trap                     |
|  | 2    | 37     | a    | Dexter és Komputerina Mandark ellen | Dexter and Computress Get Mandark!  |
|  | 2    | 37     | b    | Fogprobléma                         | Pain in the Mouth                   |
|  | 2    | 37     | c    | Dexter kontra Mikullancs            | Dexter Vs. Santa's Claws            |
|  | 2    | 38     | a    | Dina-matyi                          | Dyno-Might                          |
|  | 2    | 38     | b    | La bretto                           | LABretto                            |
|  | 2    | 39     | a    | Végül, de nem utolsósorban          | Last But Not Beast                  |

## Rude Removal (Durva cenzúra)
A 2. évad egyik epizódja, Amerikában sohasem adták le, a World Animation Celebration fesztiválon mutatták be ezt az epizódot 1998-ban. 2013-ban a Cartoon Network felnőtteknek szóló csatornája, az Adult Swim feltette YouTube-ra a videót, azóta futótűzként terjed a világhálón. A történet lényege, hogy Dexter feltalálja azt a gépet, amely eltávolítja az emberekből a gonoszságot és a durvaságot. Ez azonban balul sül el, és a végeredmény egy káromkodással és gonoszkodással teli epizód, amelyben persze kisípolják a legcsúnyább szavakat. Magyarországon sem adták le. Cenzúrázatlanul elérhető a videómegosztó oldalakon.

### Harmadik évad: 2001-2002
|  | Évad | Epizód | Rész | Magyar cím                     | Angol cím                            |
|  | ---- | ------ | ---- | ------------------------------ | ------------------------------------ |
|  | 3    | 1      | a    | Forgató köpönyeg               | Streaky Clean                        |
|  | 3    | 1      | b    | Apa film                       | A Dad Cartoon                        |
|  | 3    | 1      | c    | Magányos testvér               | Sole Brother                         |
|  | 3    | 2      | a    | Gondolatolvasás                | Mind Over Chatter                    |
|  | 3    | 2      | b    | Hápia filmje                   | A Quackor Cartoon                    |
|  | 3    | 2      | c    | Anya Mandark                   | Momdark                              |
|  | 3    | 3      | a    | Egy tudás százat csinál        | Copping an Aptitude                  |
|  | 3    | 3      | b    | Kudarcos kísérlet              | A Failed Lab Experiment              |
|  | 3    | 3      | c    | Minden találmányok nagyapja    | The Grand-Daddy of All Inventions    |
|  | 3    | 4      | a    | Pótapa                         | Poppa Wheely                         |
|  | 3    | 4      | b    | Anya film                      | A Mom Cartoon                        |
|  | 3    | 4      | c    | A hold gúnyos oldala           | The Mock Side of the Moon            |
|  | 3    | 5      | a    | Ha az emlékezet nem csal       | If Memory Serves                     |
|  | 3    | 5      | b    | Mandark film                   | A Mandark Cartoon                    |
|  | 3    | 5      | c    | Tele trauma                    | Tele Trauma                          |
|  | 3    | 6      | a    | Sue-nak születve               | A Boy Named Sue                      |
|  | 3    | 6      | b    | Laborlázadás                   | Lab on the Run                       |
|  | 3    | 7      | a    | Dos alattjáró                  | Dos Boot                             |
|  | 3    | 7      | b    | DeeDee film                    | A Dee Dee Cartoon                    |
|  | 3    | 7      | c    | Rejtett világ                  | Would You Like That In A Can?        |
|  | 3    | 8      | a    | Az a varázslatos pillanat      | That Magic Moment                    |
|  | 3    | 8      | b    | Néma rajzfilm                  | A Silent Cartoon                     |
|  | 3    | 8      | c    | Ellentétek vonzása             | Opposites Attract                    |
|  | 3    | 9      | a    | Képregény dombormű             | Comic Relief                         |
|  | 3    | 9      | b    | A harmadik apa film            | A Third Dad Cartoon                  |
|  | 3    | 9      | c    | Robot 3000                     | RoboDexo 3000                        |
|  | 3    | 10     | a    | Kesztyű első látásra           | Glove at First Sight                 |
|  | 3    | 10     | b    | Apa anya rajzfilm              | A Mom & Dad Cartoon                  |
|  | 3    | 10     | c    | A győzelem szaga               | Smells Like Victory                  |
|  | 3    | 11     | a    | Ó, testvér                     | Oh, Brother?                         |
|  | 3    | 11     | b    | Újabb apa rajzfilm             | Another Dad Cartoon                  |
|  | 3    | 11     | c    | Tornagyerek                    | Bar Exam                             |
|  | 3    | 12     | a    | Hűha micsoda mizéria           | Jeepers, Creepers, Where is Peepers? |
|  | 3    | 12     | b    | Hajrá Dexter családja          | Go, Dexter Family, Go!               |
|  | 3    | 13     | a    | Rémfilm                        | Scare Tactics                        |
|  | 3    | 13     | b    | Anya film (u. a. mint a 3x04b) | A Mom Cartoon                        |
|  | 3    | 13     | c    | Az én apám kontra te apád      | My Dad vs. Your Dad                  |

### Negyedik évad: 2002-2003
|  | Évad | Epizód | Rész | Magyar cím                  | Angol cím                 |
|  | ---- | ------ | ---- | --------------------------- | ------------------------- |
|  | 4    | 1      | a    | Udvarlovaglás               | Beau Tie                  |
|  | 4    | 1      | b    | Emlékszel rám               | Remember Me               |
|  | 4    | 1      | c    | Riváli-sokk                 | Overlabbing               |
|  | 4    | 2      | a    | Keresd DeeDee-t             | Sis-Tem Error             |
|  | 4    | 2      | b    | Adólopás                    | Bad Cable Manners         |
|  | 4    | 2      | c    | Dexter könyvtár             | Dexter's Library          |
|  | 4    | 3      | a    | Jól síró játék              | The Scrying Game          |
|  | 4    | 3      | b    | Borza-DeeDee                | Monstrosi-Dee Dee         |
|  | 4    | 3      | c    | Halvajáró                   | Dad Man Walking           |
|  | 4    | 4      | a    | Dexter dilemmája            | Dexter's Little Dilemma   |
|  | 4    | 4      | b    | Álkalap                     | Faux Chapeau              |
|  | 4    | 4      | c    | D2                          | D2                        |
|  | 4    | 5      | a    | Tinibanda vírus             | Head Band                 |
|  | 4    | 5      | b    | Kitömött állatok háza       | Stuffed Animal House      |
|  | 4    | 5      | c    | Használt tinta              | Used Ink                  |
|  | 4    | 6      | a    | Diákszerelem                | School Girl Crushed       |
|  | 4    | 6      | b    | Sakk mamatt                 | Chess Mom                 |
|  | 4    | 6      | c    | Az apa a legkevésbé tudja   | Father Knows Least        |
|  | 4    | 7      | a    | Dexter a viking             | Dexter the Barbarian      |
|  | 4    | 7      | b    | Krumpli óra                 | Tuber Time                |
|  | 4    | 7      | c    | Szívderítő hátrány          | Sore Eyes                 |
|  | 4    | 8      | a    | Zsákbaóriás                 | Height Unseen             |
|  | 4    | 8      | b    | Régi szép hibák             | Bygone Errors             |
|  | 4    | 8      | c    | Házi bojtorján              | Folly Calls               |
|  | 4    | 9      | a    | Hanghiba                    | Voice Over                |
|  | 4    | 9      | b    | Szőke vezet szőkét          | Blonde Leading the Blonde |
|  | 4    | 9      | c    | Képregény rablás            | Comic Stripper            |
|  | 4    | 10     | a    | A holnap laboratóriuma      | The Lab of Tomorrow       |
|  | 4    | 10     | b    | Bárányhímlő                 | Chicken Scratch           |
|  | 4    | 10     | c    | Kiárusítás                  | Garage Sale               |
|  | 4    | 11     | a    | Golfáramlás                 | Tee Party                 |
|  | 4    | 11     | b    | Dexter flúgos futama        | Dexter's Wacky Races      |
|  | 4    | 12     | a    | Karate akarate              | They Got Chops            |
|  | 4    | 12     | b    | Az erény elnyeri büntetését | Poetic Injustice          |
|  | 4    | 12     | c    | Tollas buli                 | Comedy of Feathers        |
|  | 4    | 13     | a    | Babysitter                  | Babe Sitter               |
|  | 4    | 13     | b    | Hegyi Mandark               | Mountain Mandark          |
|  | 4    | 13     | c    | Két zseni kétes hatalma     | 2Geniuses 2Gether 4Ever   |